# Rhizothrix curvata
Rhizothrix curvata är en kräftdjursart som beskrevs av Brady och D. Robertson 1876. Enligt Catalogue of Life ingår Rhizothrix curvata i släktet Rhizothrix och familjen Rhizothricidae, men enligt Dyntaxa är tillhörigheten istället släktet Rhizothrix och familjen Rhizothrichidae. Arten är reproducerande i Sverige. Inga underarter finns listade i Catalogue of Life.